# 舊奧查德比奇 (緬因州)
舊奧查德比奇（英語：Old Orchard Beach）是一個位於美國緬因州約克縣的鎮。

## 人口
根據2020年美國人口普查的數據，舊奧查德比奇的面積為58.35平方千米，當中陸地面積為19.24平方千米，而水域面積為39.11平方千米。當地共有人口8960人，而人口密度為每平方千米154人。